# 五华县
五华县，位于中华人民共和国广东省东北部，属于梅州市管辖。东边与梅州丰顺县相邻，南边与揭阳揭西县、汕尾陆河县相邻，西边与河源紫金县、东源县、龙川县相邻，北边与梅州兴宁市相连，县政府驻华一东路1号。
五華是以傳承中華文化的漢族客家民係為主體的羣落聚居地，是南粵文化的發源地之一，是中國釀酒文明的發源地之一，是中國內地現代足球的發源地。

## 行政区划
五华县下辖16个镇：
转水镇、潭下镇、郭田镇、双华镇、梅林镇、华阳镇、华城镇、周江镇、水寨镇、河东镇、岐岭镇、长布镇、横陂镇、安流镇、棉洋镇和龙村镇。

## 历史
北宋熙宁四年（1071年）始置長樂縣，屬惠州，清雍正年間改屬嘉應州，民國三年（1914年）因與福建省長樂縣、湖北省長樂縣重名，而改名五華縣。

## 民族 人口
五华县以汉族客家人为主。
2021年末，五華縣户籍人口1523442人。其中，城鎮人口530891人，佔總人口的34.8%；鄉村人口992551人，佔總人口的65.2%。男性799753人，女性723689人，性別比為110.5%。常住人口921912人，常住人口城鎮化率為36.72%，比上年提高0.56個百分點。

## 语言
全县通用客家话五華話，属纯客家县。

## 经济
2004年全县国内生产总值为32.2亿元。农业主要以水稻为主，烟叶、青梅等种植业也发展迅速。工业以汽车配件、制酒、制药、五金配件等制造业为主。旅游业逐步兴旺，2004年旅游总收入为1.1亿元。
2021年，五華縣地區生產總值為175.84億元，同比增長5.1%，兩年平均增長3.7%。其中，第一產業增加值為43.04億元，同比增長8.6%，兩年平均增長4.8%；第二產業增加值為38.57億元，同比下降6.9%，兩年平均下降3.5%；第三產業增加值為94.23億元，同比增長8.9%，兩年平均增長5.4%。

## 旅游
五华地处山区，旅游资源丰富，旅游景点有：西湖温泉、长乐学宫、狮雄山塔、汤湖热矿泥山庄、益塘水库、七目嶂自然保护区。

## 文化
五华县民间艺术丰厚，木偶戏和采茶戏都是其中杰出的代表。五华还拥有省的足球训练基地和中国足球协会超级联赛首个县级城市球队——梅州客家足球俱乐部，并曾被国家体委誉为“足球之乡”。五华的石制工艺非常出名，全国各地和东南亚都有五华石工的杰作。 

## 交通
广梅汕铁路、梅龙高铁、 205国道、 238国道、 355国道和 长深高速、 济广高速、 汕湛高速、 梅汕高速、 大丰华高速从五华县境内通过。